# Handball aux Goodwill Games
Le handball figure au programme des Goodwill Games lors des trois éditions organisées entre 1986 et 1994. Un tournoi masculin a eu lieu à chaque fois tandis qu'un tournoi féminin n'a été organisé qu'en 1986.
L'Union soviétique a remporté trois des quatre titres mis en jeu.

## Palmarès détaillé

### Tournoi masculin
| 1986 | Moscou            | Union soviétique | TTR       | États-Unis  | Tchécoslovaquie | TTR     | Islande      |
| 1990 | Seattle           | Union soviétique | 29 – 27ap | Yougoslavie | Espagne         | 24 – 19 | États-Unis   |
| 1994 | Saint-Pétersbourg | France           | 22 – 20   | Russie      | Espagne         | 29 – 25 | Corée du Sud |

### Tournoi féminin
| 1986 | Moscou | Union soviétique | TTR | Allemagne de l'Ouest | Hongrie | TTR | Danemark |

Remarque : il n'y a pas eu de tournoi féminin ni en 1990 ni en 1994